# Lista de partidos políticos no Amazonas por número de filiados
Esta é uma lista de partidos políticos brasileiros com representatividade no estado do Amazonas, organizado de acordo com seu número de filiados.
O atual número de filiados data de abril de 2020.

## Ativos
Partidos políticos ordenados por número de filiados.
| Nomes                                          | Sigla        | Número eleitoral | Número de filiados |
| ---------------------------------------------- | ------------ | ---------------- | ------------------ |
| Partido Comunista do Brasil                    | PCdoB        | 65               | 19 741             |
| Republicanos                                   | Republicanos | 10               | 21 635             |
| Partido dos Trabalhadores                      | PT           | 13               | 20 391             |
| Movimento Democrático Brasileiro               | MDB          | 15               | 16 028             |
| Partido Social Cristão                         | PSC          | 20               | 16 877             |
| Progressistas                                  | PP           | 11               | 15 542             |
| Partido da Social Democracia Brasileira        | PSDB         | 45               | 13 315             |
| Podemos                                        | PODE         | 19               | 12 181             |
| Partido Liberal                                | PL           | 22               | 11 767             |
| Partido Trabalhista Brasileiro                 | PTB          | 14               | 11 286             |
| Democratas                                     | DEM          | 25               | 11 676             |
| Partido Social Liberal                         | PSL          | 17               | 9 663              |
| Partido Democrático Trabalhista                | PDT          | 12               | 7 915              |
| Cidadania                                      | Cidadania    | 23               | 6 462              |
| Patriota                                       | PATRI        | 51               | 6 669              |
| Partido Socialista Brasileiro                  | PSB          | 40               | 6 249              |
| Partido Verde                                  | PV           | 43               | 6 090              |
| Partido da Mobilização Nacional                | PMN          | 33               | 5 430              |
| Partido Social Democrático                     | PSD          | 55               | 6 338              |
| Partido Republicano da Ordem Social            | PROS         | 90               | 5 427              |
| Partido Trabalhista Cristão                    | PTC          | 36               | 5 609              |
| Solidariedade                                  | SD           | 77               | 5 916              |
| Democracia Cristã                              | DC           | 27               | 4 813              |
| Partido Renovador Trabalhista Brasileiro       | PRTB         | 28               | 4 502              |
| Avante                                         | AVANTE       | 70               | 5 144              |
| Partido Socialismo e Liberdade                 | PSOL         | 50               | 2 522              |
| Partido da Mulher Brasileira                   | PMB          | 35               | 2 525              |
| Partido Comunista Brasileiro                   | PCB          | 21               | 776                |
| Partido Novo                                   | NOVO         | 30               | 336                |
| Rede Sustentabilidade                          | REDE         | 18               | 526                |
| Partido Socialista dos Trabalhadores Unificado | PSTU         | 16               | 168                |
| Partido da Causa Operária                      | PCO          | 29               | 150                |

O total de filiados é 263.669.